# Horst Thomas
Horst Thomas, eigentlich Horst Johann Starkowski (* 30. Januar 1920 in Berlin; † 1993 ebenda) war ein deutscher Schauspieler bei Bühne und Fernsehen.

## Leben und Wirken
Thomas besuchte in seiner Heimatstadt Berlin die Schauspielschule von Lyda Salmonova und gab in der Reichshauptstadt 1939 auch seinen Theatereinstand am Deutschen Theater. An der Filmakademie ließ sich Thomas im Zweiten Weltkrieg von Wolfgang Liebeneiner auch für den Kinoeinsatz fortbilden. 1943 wurde er kurzfristig eingezogen, durfte aber 1944 in Baden bei Wien zur Bühne zurückkehren. Nach 1945 nahm Horst Thomas Engagements an, die ihn von 1947 bis 1950 nach Magdeburg und anschließend wieder nach Berlin führten. Mit „Die Galgenvögel“ gründete Horst Thomas 1958 sein eigenes Kabarett.
Zu dieser Zeit hatte Thomas bereits sein Filmdebüt gegeben, blieb aber nach drei Kinoausflügen der großen Leinwand seit Anbruch der 1960er Jahre fern und konzentrierte sich stattdessen ab 1967 auf die Fernseharbeit. Dort spielte er regelmäßig Nebenrollen, mit denen er jedoch kaum einen bleibenden Eindruck hinterlassen sollte. 1982 endete Horst Thomas’ Arbeit vor der Kamera; zu diesem Zeitpunkt war er gerade am Kleinen Theater Berlin und am Fritz-Rémond-Theater in Frankfurt am Main engagiert.

## Filmografie
- 1955: Ein Mädchen aus Flandern
- 1956: Geliebte Corinna
- 1958: U 47 – Kapitänleutnant Prien
- 1967: Anneliese ruft Krokodil
- 1968: Jagdszenen aus Niederbayern
- 1969: Der Kidnapper
- 1969: Familie Bergmann (TV-Serie)
- 1971: Kennen Sie Georg Linke?
- 1972: Sprungbrett (TV-Serie)
- 1973: Lokaltermin – Der Amokfahrer
- 1974: Das Vermächtnis des Inka
- 1976: Verdunklung
- 1976: Pension Schöller
- 1982: Der Andro-Jäger (TV-Serie, eine Folge)